# Batalion ON „Wągrowiec”

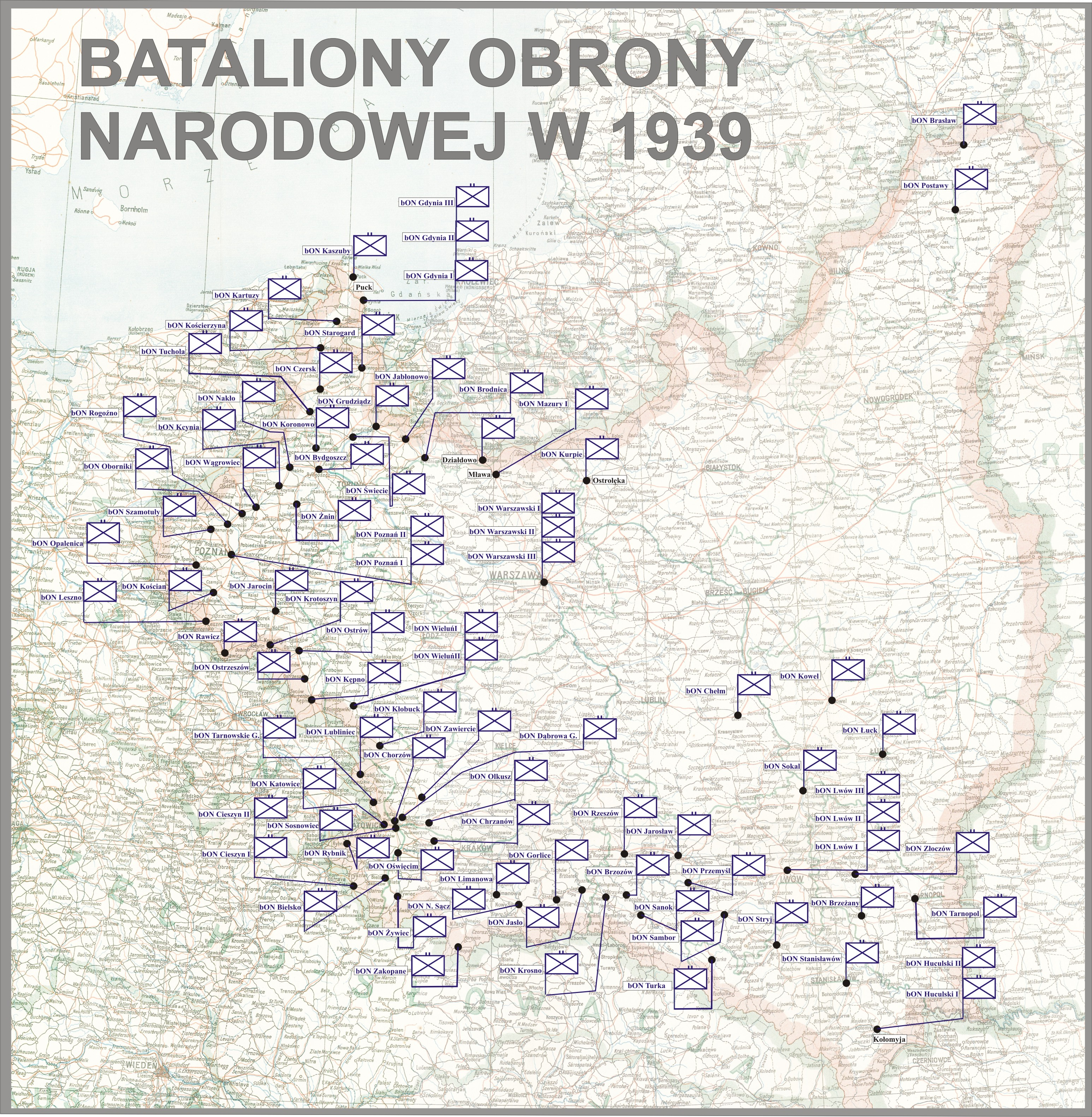
Obrona Narodowa w 1939

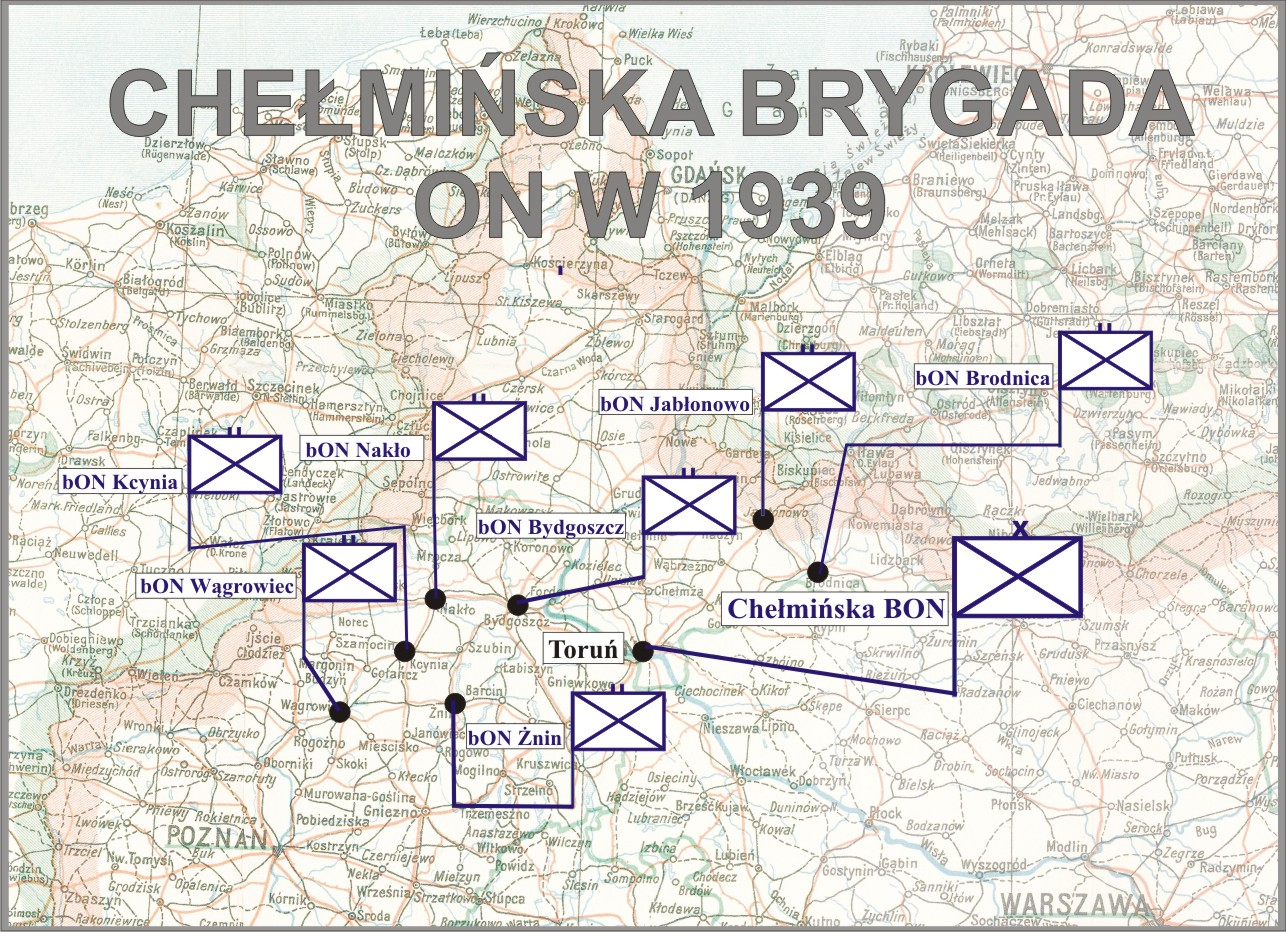
Chełmińska ON

Batalion Obrony Narodowej „Wągrowiec” (batalion ON „Wągrowiec”) – pododdział piechoty Wojska Polskiego II RP.
Sformowany w Wągrowcu rozkazem Departamentu Piechoty Ministerstwa Spraw Wojskowych L.1601 z 2 maja 1939 z dniem 31 maja 1939 jako batalion Obrony Narodowej typ IV. Batalion wszedł w skład Chełmińskiej Brygadzie Obrony Narodowej płk. dypl. A. Żurakowskiego, wchodzącej w skład Armii Pomorze. Po sformowaniu i odbyciu ćwiczeń od lipca 1939 podporządkowany dowódcy 26 Dywizji Piechoty. 
W sierpniu 1939 podporządkowany bezpośrednio dowódcy 37 pułku piechoty. Bronił Wągrowca na pozycji osłonowej „Wągrowiec” wraz z głównymi siłami 37 pp.    

## Wągrowiecki batalion ON w kampanii wrześniowej
1, 2 i 3 września batalion ON „Wągrowiec” nie nawiązał styczności bojowej z oddziałami niemieckimi. W godzinach popołudniowych 1 września stanowiska batalionu zostały zbombardowane przez lotnictwo niemieckie. W nocy 3/4 września batalion ON „Wągrowiec” odszedł z oddziałami 26 DP na główną pozycję obronną, w trakcie marszu osłaniał odwrót oddziałów 26 DP z kierunku zachodniego. Od 4 września przeszedł do odwodu dywizji.

## Skład organizacyjny
Obsada dowódcza
Dowódca – mjr Franciszek Aleksander Lubik
- Adiutant batalionu – por. Kabza
- oficer płatnik - ppor. rez. Bernard Szałajda
- oficer żywnościowy - ppor. rez. Damberger
- dowódca plutonu zwiadu – ppor. rez. Marian Przybylski
- dowódca plutonu ppanc. – ppor. rez. Stefan Wawrzyniak
- dowódca plutonu łączności – plut. rez. Stefan Majewski

- dowódca 1 kompanii ON  „Wągrowiec” – kpt. Stefan Wołajtys
  - dowódca III plutonu - por. rez. Stefan Kopczyński
- dowódca 2 kompanii ON  „Skoki” – ppor. Zdzisław Sulecki
  - dowódca I plutonu - ppor. rez. Feliks Łuczak
  - dowódca II plutonu - ppor. rez. Roman Jasiński
  - dowódca III plutonu - ppor. rez. Wojciech Michalski
  - dowódca plutonu ckm - ppor. rez. Leon Żołądkiewicz
- dowódca 3 kompanii ON  „Gołańcz” – por. Wilanowski
  - dowódca I plutonu - ppor. rez. Edward Josiak
  - dowódca II plutonu - ppor. rez. Jan Pilsek
  - dowódca III plutonu - ppor. rez. Marian Olejnik
  - dowódca plutonu ckm - ppor. rez. Andrzejewski

### Skład osobowy batalionu typu IV
- oficerów służby stałej lub kontraktowej: 4; oficerów rezerwy: 15;
- podoficerów zawodowych lub kontraktowych: 9; podoficerów rezerwy: 129;
- szeregowców rezerwy: 545;

### Uzbrojenie i wyposażenie batalionu typu IV
- pistolet – 40 egz. (zamiast pistoletów oficerowie rezerwy otrzymywali karabinki),
- pistolet sygnałowy – 7 egz.,
- karabin – 306 egz.,
- karabinek – 324 egz.,
- ręczny karabin maszynowy (w każdej 1. drużynie każdego plutonu strzeleckiego) – 9 egz.,
- ciężki karabin maszynowy – 6 egz.,
- moździerz (Stockes–Brandt) kalibru 81 mm – 1 egz.,
- armata przeciwpancerna wz. 36 – 3 egz. (dział tych nie przydzielono)
- konie: 70
- samochód ciężarowy: 1
- wozy: 29
- biedki: 2
- kuchnie polowe: 3
- motocykle: 4
- rowery: 50